# Mandylion (album)
Mandylion è il terzo album della band olandese the Gathering, pubblicato nel 1995 sotto etichetta discografica Century Media. Nel 2005, sempre attraverso la stessa etichetta discografica, è stata pubblicata una ristampa dell'album con l'aggiunta di alcune bonustrack. Questo è l'album in cui la cantante Anneke van Giersbergen fa il suo debutto con la band.

## Tracce
1. Strange Machines – 6:04
2. Eléanor – 6:42
3. In Motion #1 – 6:56
4. Leaves – 6:01
5. Fear the Sea – 5:50
6. Mandylion – 5:02
7. Sand & Mercury – 9:57
8. In Motion #2 – 6:08

### Mandylion Reissue

#### CD 1
1. Strange Machines – 6:04
2. Eléanor – 6:42
3. In Motion #1 – 6:56
4. Leaves – 6:01
5. Fear the Sea – 5:50
6. Mandylion – 5:02
7. Sand & Mercury – 9:57
8. In Motion #2 – 6:08

#### CD 2
Le tracce sono demo registrate tra il 1994 e il 1995.
1. In Motion #1 – 7:27
2. Mandylion – 4:41
3. Solar Gliden – 4:35
4. Eléanor – 6:38
5. In Motion #2 – 7:18
6. Third Chance – 5:53
7. Fear the Sea – 6:27

## Formazione
- Anneke van Giersbergen – voce
- Jelmer Wiersma – chitarre
- René Rutten – chitarre
- Hans Rutten – batteria
- Frank Boeijen – piano, tastiere
- Hugo Prinsen Geerligs – basso